# Clusiodes clarus
Clusiodes clarus är en tvåvingeart som beskrevs av Mcalpine 1960. Clusiodes clarus ingår i släktet Clusiodes och familjen träflugor. Inga underarter finns listade i Catalogue of Life.